# Ікорниця
Іко́рниця — посуд для ікри.

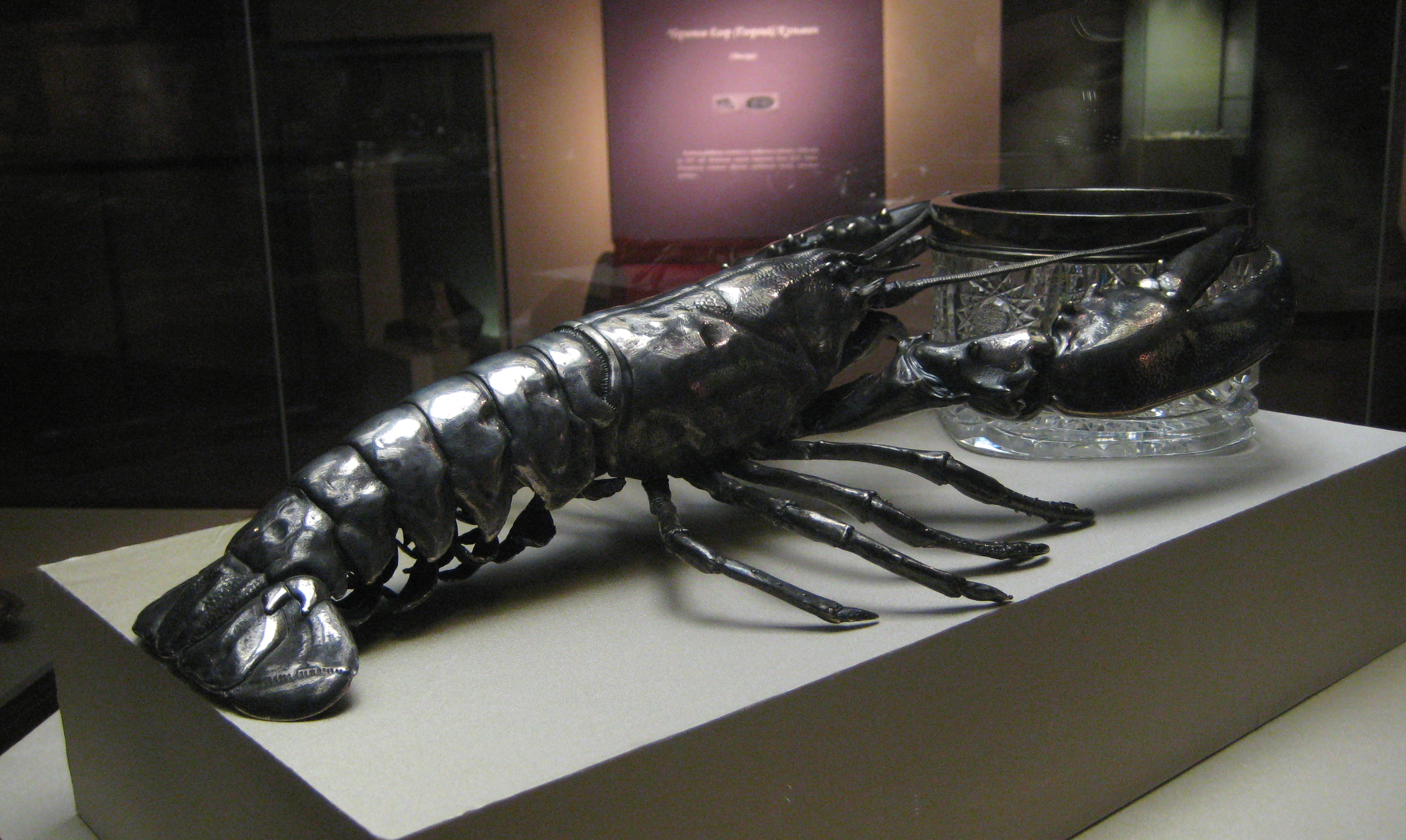
Ікорниця у вигляді рака

Зазвичай складається з двох частин: невеликої скляної розетки, в яку кладуть ікру та спеціальної великої ємності, часто металевої (іноді дерев'яної), куди кладуть подрібнений лід на який встановлюється розетка. Подвійна конструкція ікорниці з льодом застосовується при подачі ікри як закуски до вечері або на буфетному столі, у разі індивідуального сервірування використовуються  ікорниці у вигляді черепашок, рибок тощо, в які вкладається охолоджена в холодильнику ікра.
Індивідуальні ікорниці під час сервірування столу ставлять на тарілки — пиріжкові або закусочні та кладуть лопатку для розкладання ікри.
Для ікорниць із металів раніше використовувалося тільки срібло, оскільки інші метали нібито негативно впливають на смак ікри.